# أرنب البحر الأسود
أرانب البحر السوداء هي نوع من الرخويات البحرية، وهي رخويات بطنيات القدم من عائلة أرانب البحر. تعتبر أكبر أنواع الرخويات البحرية.

## الإنتشار
تعيش هذه الأنواع من الأرانب البحرية في شمال شرق المحيط الهادئ قبالة كاليفورنيا بالولايات المتحدة وشبه جزيرة باخا كاليفورنيا بالمكسيك، بما في ذلك خليج كاليفورنيا.

## الوصف
يمكن أن ينمو أرنب البحر الأسود لتصبح كبيرة جدًا؛ أطول عينة مسجلة قياسها 99 سم (39 بوصة) عند الزحف (وبالتالي ممتدة بالكامل)، ووزنها ما يقرب من 14 كجم (31 رطلاً).
على عكس أرانب البحر في كاليفورنيا، فإن جسم هذا النوع ثابت نسبيًا، ويحتوي على قدم جانبية، على عكس العديد من الأعضاء الآخرين من نفس العائلة والجنس، فإن هذا النوع غير قادر على إنتاج الحبر.

## التغذية
جميع أنواع الأرانب البحرية من العاشبة. يتغذى هذا النوع على الأعشاب البحرية البنية وعشب البحر، مما يعطي الحيوان لونه الغامق.

## دورة الحياة
أرنب البحر الأسود له دورة حياة مدتها عام واحد. تنمو بسرعة كبيرة بمعدل 4.9 جرام / يوم. يسمح هذا المعدل المرتفع للنمو بأن تصبح أكبر الأنواع المعروفة من رخويات البحر. وهي من الحيوانات العاشبة التي تتغذى على الطحالب البنية، ولكن قريبتها القريبة أرانب البحر في كاليفورنيا تتغذى بشكل حصري تقريبًا على الطحالب الحمراء. من المحتمل أن يقلل هذا الاختلاف في مصادر الغذاء من المنافسة بين النوعين، اللذين يشتركان في الكثير من نفس الموائل. نادرًا ما يتم افتراسه من قبل كائنات أخرى، مما جعله موضوعًا لتجارب مختلفة لاختبار السم الحيوي المفرز الذي لا يشجع الافتراس.

## التزاوج
أرانب البحر الأسود هي خنثى متزامن؛ لديها أعضاء جنسية من الذكور والإناث على حد سواء قادرة على المساهمة في التكاثر الجنسي في نفس الوقت، والتي تختلف عن الخنثى غير المتزامنة (أو المتسلسلة)، التي تحتوي على عضو جنسي واحد فقط أو وظيفية في أي وقت. كونه خنثى في نفس الوقت مفيد لأن أي شخصين قادرين على التكاثر مع بعضهما البعض، مما يسهل عليهما العثور على رفقاء. على الرغم من أن كلا العضوين الجنسيين يعملان أثناء التكاثر. يمكن للفرد أن يعمل كمتبرع بالحيوانات المنوية ومتلقي للحيوانات المنوية خلال موسم التزاوج. يُقترح اختيار الأفراد الأكبر حجمًا بشكل تفضيلي للتزاوج، وهم يعملون كمتلقي الحيوانات المنوية لتجنب المنافسة الموجودة بين الأفراد الأصغر ليكونوا متبرعين بالحيوانات المنوية. هذه الآلية للتزاوج المتنوع الحجم شائعة بين بطنيات الأقدام.

## المواد الدفاعية

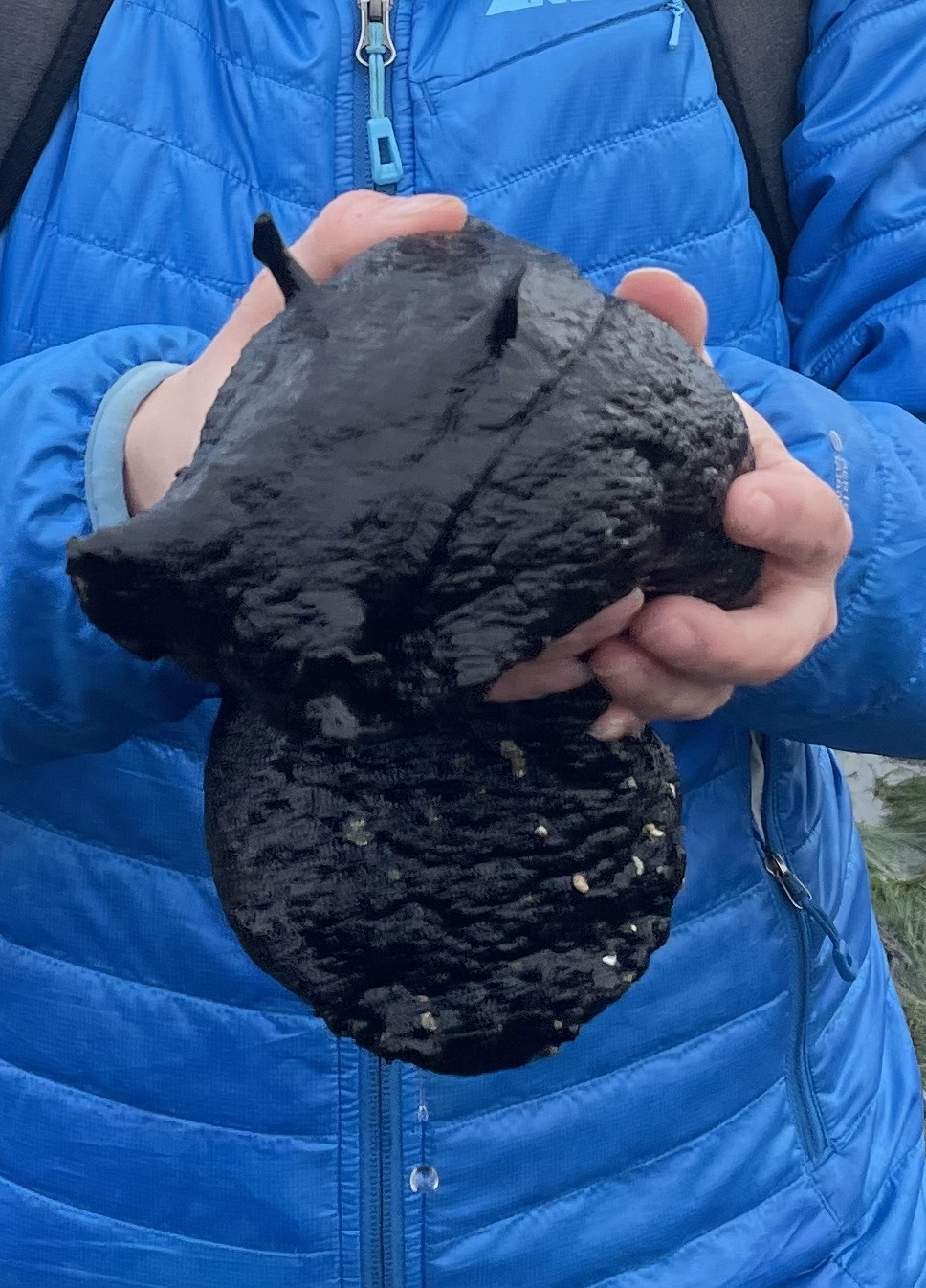
يمكن التعامل مع "أرانب البحر الأسود" بأمان من قبل البشر

يمكن التعامل مع لقاح أرانب البحر الأسود بأمان من قبل البشر، لطالما اقترحت ندرة الحيوانات المفترسة الطبيعية للأرانب البحرية للعلماء أنه يجب إنتاج نوع من السم لتثبيط الافتراس. على عكس معظم أفراد عائلتها، فإن أرانب البحر الأسود غير قادرة على إنتاج الحبر. يشير غياب آلية الدفاع هذه مع الحفاظ على مستوى منخفض جدًا من الافتراس إلى أنه محمي بواسطة مادة سامة مُفرزة فعالة بدرجة كافية بحيث لم يعد إنتاج الحبر لأغراض الدفاع مفيدًا من الناحية التطورية. الأرانب البحرية تكوّن سمومها من المركبات التي تحصل عليها من طعامها. هذا مهم لأن نوع الطحالب التي يأكلها الأرنب البحري يحدد السموم التي ينتجها. تحدد المصادر الغذائية أيضًا لون أرنب البحر، وهو ما يفسر ظهور اللون الأسود أو البني الداكن بينما يظهر أرانب البحر في كاليفورنيا باللون الأحمر. لتثبيط افتراس الأسماك.